# Dendromus messorius
Dendromus messorius (Thomas, 1903) è un roditore della famiglia dei Nesomiidi diffuso in Africa centrale.

## Descrizione

### Dimensioni
Roditore di piccole dimensioni, con la lunghezza della testa e del corpo tra 60 e 68 mm, la lunghezza della coda tra 72 e 95 mm, la lunghezza del piede tra 15 e 19 mm, la lunghezza delle orecchie tra 11 e 14 mm e un peso fino a 10,5 g.

### Aspetto
Le parti dorsali sono bruno-grigiastre con la base dei peli grigio scura, i fianchi sono più chiari mentre le parti ventrali, le labbra, le guance e la gola sono bianche. La linea di demarcazione lungo i fianchi è netta. Occasionalmente è presente un'indistinta striscia brunastra dorsale. Le orecchie sono relativamente grandi e rivestite di corti peli grigiastri. Le vibrisse sono lunghe, ispessite e nerastre. Le zampe sono biancastre. La coda è molto più lunga della testa e del corpo, è scura e cosparsa di corte setole nerastre. 

## Biologia

### Comportamento
È una specie arboricola, notturna e solitaria. Costruisce nidi sferici occupati ciascuno da un singolo individuo a circa 2,5 m dal suolo sugli alberi o tra la vegetazione alta.

### Alimentazione
Si nutre di materiale vegetale e frutta.

## Distribuzione e habitat
Questa specie è diffusa in maniera frammentata nell'Africa occidentale dal Ghana, Togo, Benin e Nigeria orientale fino al Camerun occidentale e nell'Africa orientale, nella Repubblica Democratica del Congo nord-orientale e in Uganda. Probabilmente è presente anche nel Sudan del Sud e nel Kenya occidentale.
Vive nelle piantagioni di banane, aranceti, foreste a galleria e in prati con vegetazione alta fino a 3.000 metri di altitudine.

## Conservazione
La IUCN Red List, considerato il vasto areale, la presenza in diverse aree protette e la popolazione presumibilmente numerosa, classifica D.messorius come specie a rischio minimo (Least Concern).